# レチナールオキシダーゼ
レチナールオキシダーゼ（retinal oxidase）は、レチノール代謝酵素の一つで、次の化学反応を触媒する酸化還元酵素である。
レチナール + O2 + H2O {\displaystyle \rightleftharpoons } レチノイン酸 + H2O2
反応式の通り、この酵素の基質はレチナールと酸素と水、生成物はレチノイン酸と過酸化水素である。
組織名はretinal:oxygen oxidoreductaseである。